# Sportovní zprávy
Sportovní zprávy jsou zpravodajský blok vysílaný na ČT sport od roku 2013.
Pořad byl původně vysílán každý všední den ve 12.25, 16.25 a 23.25 na ČT sport, odpolední a večerní vysílání bylo ale po čase zrušeno. Prvních pět minut poledních Sportovních zpráv je také součástí Zpráv ve 12, které vysílají ČT1 a ČT24. Součástí poledních Sportovních zpráv je rubrika „Téma“, při níž je podrobně rozebíráno dané téma s hosty. Moderátory pořadu jsou Stanislav Bartůšek, Jakub Bažant, Michal Dusík a Kateřina Nekolná.